# Vigleik Storaas

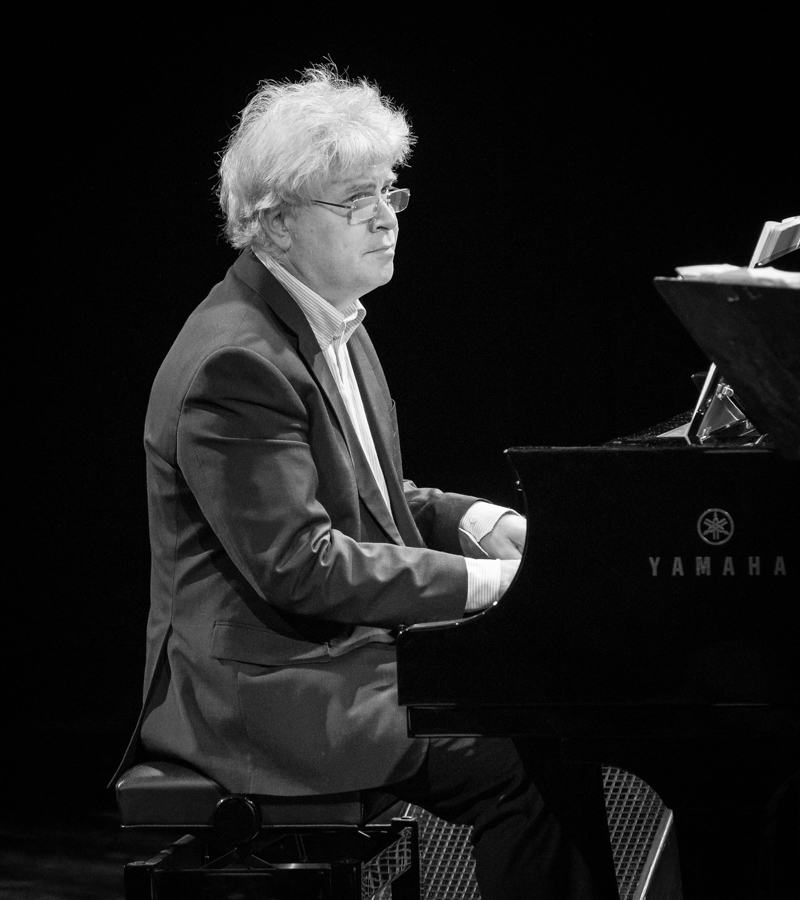
Vigleik Storaas 2017
Bild: Tore Sætre

Vigleik Storaas (* 2. Februar 1963 in Bergen) ist ein norwegischer Jazzpianist.
Storaas leitete Anfang der 1980er Jahre in Bergen das Trio Søkk og Snøre und spielte im Quintett von Andreas Skjold und Helge Knutsen. Von 1982 bis 1984 studierte er am Trøndelag Musikkonservatorium in Trondheim. In dieser Zeit arbeitete er mit Bjørn Klakegg Sextett und Bands wie Third Floor Ten Piece Band (1983–84), Søyr (1983–86), Plumbo (1984–85) und Brazz Brør (1984–86).
Von 1985 bis 1987 gehörte er der Bjørn-Alterhaug-Band an, 1986 außerdem Ove Stokstads Gruppe Open Door. Beim Molde-Festival 1985 trat er als Mitglied des Quintetts von Elin Rosseland auf, am Kongsberg-Festival 1987 nahm er als Leiter eines eigenen Quartetts teil.
Seit Ende der 1980er Jahre unternahm Storaas mehrere Tourneen mit Karin Krog. Seit 1990 leitete er die Bodega Band; zur gleichen Zeit war er Mitglied von Kjersti Stubøs Band. 1992 gründete er das Quintett V.S.O.B. (Vigleik Storaas Og Band), aus dem das Vigleik Storaas Trio hervorging. Mit diesem nahm er die CDs Bilder (1994) und Andre bilder (1996) auf, die beide mit dem Spellemannprisen ausgezeichnet wurden.
1994 gab Storaas in Molde ein Duokonzert mit Palle Danielsson. In den nächsten Jahren nahm er u. a. mit Jacob Young und Espen Rud auf und bereitete sein Soloalbum Open excursions vor, das 1999 erschien. Nach Aufnahmen mit Kjersti Stubø und John Pål Inderberg erschien 2002 das Album Subsonic mit seinem eigenen Trio. Im selben Jahr wurde er Mitglied des Quartetts von Kirsti Huke. 2004 gab er ein Konzert mit dem Trondheim Jazzorkester, dessen Aufnahme 2006 (Tribute) erschien. 2006 gründete Storaas mit Sondre Meisfjord und Stig Rennestraum das Trio Orange, mit dem er im gleichen Jahr das Album Implicity veröffentlichte. Auch spielt er mit Atle Nymo, mit Cecilie Grundt und im Trio von Frederik Villmow.